# اسپرینگ گپ (مریلند)

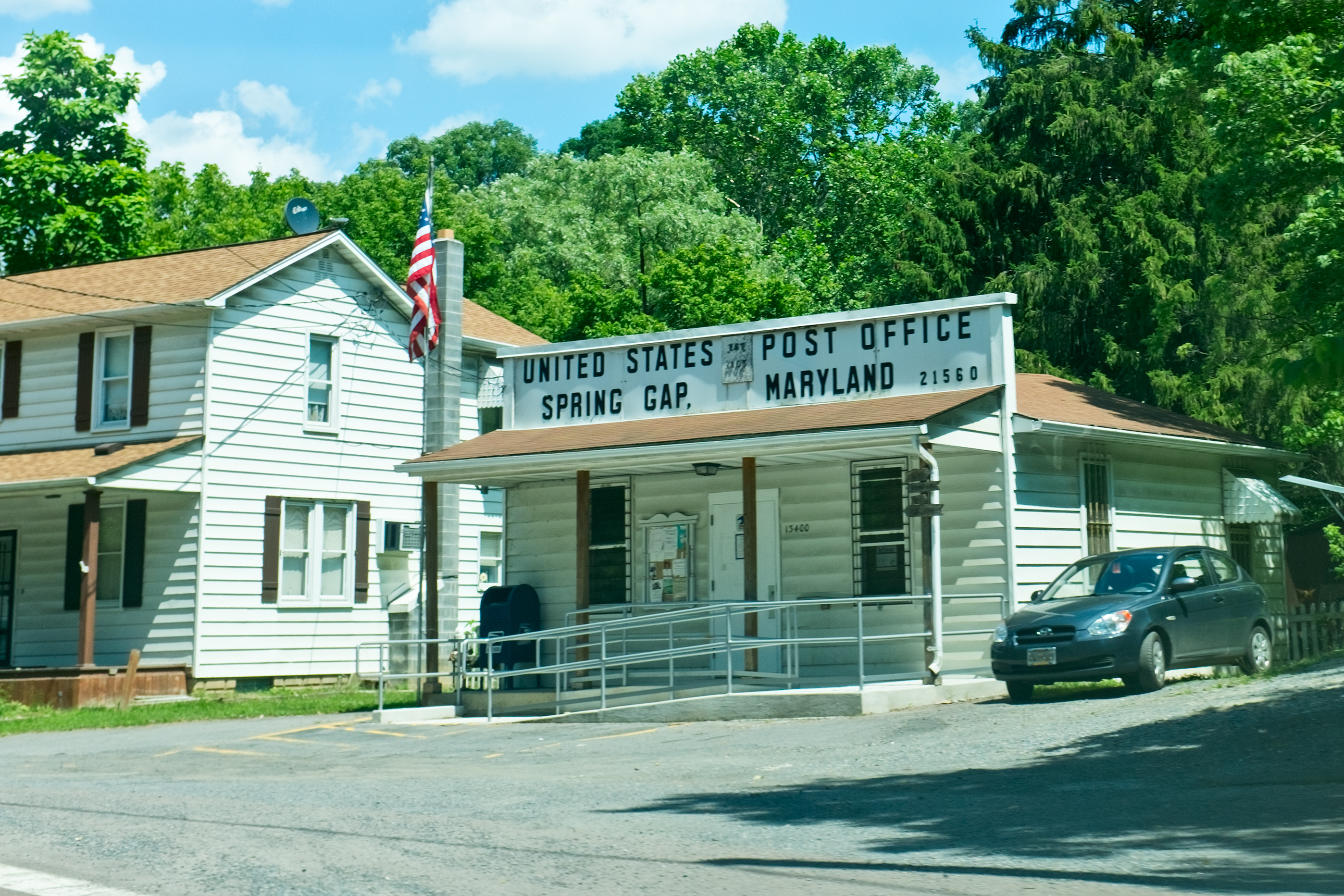
اسپرینگ گپ

اسپرینگ گپ (به انگلیسی: Spring Gap) یک محدوده ثبت‌نشده در ایالات متحده آمریکا است که در شهرستان الیگنی، ایالت مریلند است و جمعیت آن در سرشماری سال ۲۰۱۰ میلادی، ۵۵ نفر بوده‌است.